# Lucyna Siejka-Juzwa
Lucyna Siejka-Juzwa (ur. 10 września 1962 w Rudzie Śląskiej) – polska hokeistka na trawie, olimpijka.

## Życiorys
Córka Stanisława i Wandy z domu Kawik, w 1982 roku ukończyła Zespół Szkół Rolniczych w Nysie, uzyskując zawód technika rolnika. Hokej na trawie uprawiała jako zawodniczka klubu Rolnik Nysa, z którym związała całą karierę zawodniczą w latach 1975–1982. Mistrzyni w roku 1979 i wicemistrzyni  w roku 1981 Polski juniorek, a w latach 1980–1982 wicemistrzyni Polski seniorek na otwartych boiskach. 6-krotna reprezentantka Polski (1980-1981) na pozycji rozgrywającego pomocnika. Na olimpiadzie w 1980 roku w Moskwie wystąpiła w meczach z Indiami, Austrią i CSRS. Mistrzyni Sportu w 1980 roku. Obecnie rejestratorka medyczna w Opolskim Centrum Rehabilitacji w Korfantowie, gdzie nadal związana jest ze sportem współorganizując imprezy dla dzieci i młodzieży. Mieszka w Korfantowie.